# Ruy Maurity
Rui Maurity de Paula Afonso, ou simplesmente Ruy Maurity (Paraíba do Sul, 12 de dezembro de 1949 ― Rio de Janeiro, 1 de abril de 2022) foi um compositor e cantor brasileiro.

## Biografia
Nasceu em 12 de dezembro de 1949, em Paraíba do Sul (Rio de Janeiro). Sua mãe foi a primeira violinista a integrar a Orquestra Sinfônica do Theatro Municipal do Rio de Janeiro, e seu irmão é o pianista Antonio Adolfo. Aprendeu sozinho a tocar violão.
Em 1970, venceu o III Festival Universitário do Rio de Janeiro com a música "Dia cinco", que compôs junto com José Jorge. No mesmo ano, gravou seu primeiro LP, "Este é Rui Maurity", pela gravadora Odeon. Foi em 1971, que gravou um grande sucesso, "Serafim e seus Filhos", lançado no LP "Em busca do ouro". Três anos depois, lançou o disco "Safra 74", que teve algumas de suas músicas incluídas nas trilhas sonoras das novelas "Escalada" e "Fogo sobre Terra", da TV Globo.
Em 1976 e 1977, lançou, respectivamente, os LPs "Nem ouro nem prata" e "Ganga Brasil", que inclui a gravação do tema principal da novela "Dona Xepa", da TV Globo. Em 1978, gravou o disco "Bananeira mangará". Com o tempo foi caracterizando cada vez mais a sua carreira com os temas e músicas regionais. Na década de 1980, gravou os discos "Natureza" (1980) e "A viola no Peito" (1984). Tem uma de suas músicas lembrada todo ano, no réveillon, "Marcas do que se foi".
Realizou, ainda, inúmeros shows em diversas cidades brasileiras. Em 1998, lançou o CD "De coração", distribuído atualmente pela Kuarup, no qual interpreta diversas parcerias com José Jorge.
Morreu, em 1 de abril de 2022, aos 72 anos em decorrência de duas paradas cardíacas após exame de endoscopia.